# オリブリオス
オリブリオスまたはフラウィウス・アニキウス・オリュブリウス（Flavius Anicius Olybrius）は西ローマ帝国の皇帝（在位：472年7月11日 - 10月23日）。ローマの貴族階級の出身。西ローマ皇帝ペトロニウス・マクシムスとは親戚関係がある。
ローマ市がヴァンダル族の王ガイセリックによって455年に略奪された後、コンスタンティノープルに逃れ、464年に同地でコンスルに就任した。この頃に西ローマ帝国皇帝ウァレンティニアヌス3世の皇女プラキディア（Placidia）と結婚。
ガイセリックはかねてより（すでに461年と465年に）オリブリオスを西ローマ皇帝に担ぎ出そうと諮っていたが、オリブリオスが結婚によってガイセリックの息子フネリック（プラキデアの長姉エウドキアを娶っていた）と義兄弟になったため、ガイセリックはこの機をとらえて、オリブリオスを西ローマの帝位に祭り上げた。
472年に東ローマ帝国皇帝レオ1世によって、西ローマ皇帝アンテミウスを支えるべくイタリア半島に遣わされるが、アンテミウスと対立するリキメルと交渉して、不本意ながらも皇帝として宣言し、競争相手を殺害して反対者のないなか帝位に就いた。オリブリオスはプラキディアと結婚したため、テオドシウス朝最後の皇帝と見做しうる。その治世はあっけなくもつつがなく終わった。プラキディア夫人や娘アニキア・ユリアナに先立ち、472年に自然死した。